# Chancelade
Chancelade è un comune francese di 4 368 abitanti situato nel dipartimento della Dordogna nella regione della Nuova Aquitania.
Qui fu trovato, nel 1888, il cosiddetto "scheletro di Chancelade". Jean Léo Testut, che lo studiò, ritenne che si trattasse di una nuova razza, antenata dei moderni eschimesi; tuttavia tale ipotesi è rifiutata dalla maggior parte degli autori, che ritengono si tratti di un Uomo di Cro-Magnon.

## Società

### Evoluzione demografica
Abitanti censiti